# Piper eucalyptifolium
Piper eucalyptifolium är en pepparväxtart som beskrevs av Edward Rudge. Piper eucalyptifolium ingår i släktet Piper och familjen pepparväxter. Inga underarter finns listade i Catalogue of Life.